# Campionato italiano di hockey su pista 1924
Il Campionato italiano 1924 è stato la 3ª edizione del torneo di primo livello del campionato italiano di hockey su pista.
Lo scudetto è stato conquistato dal Sempione per la seconda volta nella sua storia.

## Stagione

### Formula
La competizione fu strutturata su un girone unico all'italiana con gare di sola andata tra le quattro squadre partecipanti.

### Avvenimenti
Nel 1924 venne organizzata la terza edizione del campionato italiano di hockey su pista. Alle tre squadre partecipanti la stagione precedente si aggiunse il Monfalcone. Risultarono così iscritte al torneo il Monfalcone, il Fascio Grion Pola, i campioni in carica del Sempione e la Triestina. Al termine del campionato la squadra meneghina si aggiudicò il titolo di campione d'Italia per la seconda volta consecutiva.

## Squadre partecipanti
| Club              | Stagione | Città      |
| ----------------- | -------- | ---------- |
| Fascio Grion Pola | n.d.     | Pola       |
| Monfalcone        | n.d.     | Monfalcone |
| Sempione          | dettagli | Milano     |
| Triestina         | dettagli | Trieste    |

## Classifica finale
|  | Pos. | Squadra           | Pt | G | V | N | P | GF | GS | DR |
|  | ---- | ----------------- | -- | - | - | - | - | -- | -- | -- |
|  | 1.   | Sempione          | ?  |   |   |   |   |    |    |    |
|  | 2.   | Triestina         | ?  |   |   |   |   |    |    |    |
|  | 3.   | Fascio Grion Pola | ?  |   |   |   |   |    |    |    |
|  | 4.   | Monfalcone        | ?  |   |   |   |   |    |    |    |

Legenda:
      Campione d'Italia.
Note:
Due punti a vittoria, uno a pareggio, zero a sconfitta.

## Risultati
| 1924 | Fascio Grion Pola | ? – ? | Monfalcone |  |

| 1924 | Sempione | ? – ? | Triestina |  |

| 1924 | Fascio Grion Pola | ? – ? | Sempione |  |

| 1924 | Monfalcone | ? – ? | Triestina |  |

| 1924 | Fascio Grion Pola | ? – ? | Triestina |  |

| 1924 | Monfalcone | ? – ? | Sempione |  |

## Verdetti
| Verdetto               | Club                 |
| ---------------------- | -------------------- |
| Campione d'Italia 1924 | Sempione (2º titolo) |

### Squadra campione
| N° | Naz.              | Ruolo | Sportivo        |  |  |  |
| -- | ----------------- | ----- | --------------- |  |  |  |
|    | Italia (bandiera) | E     | Castellano      |  |  |  |
|    | Italia (bandiera) | E     | Natale Gaudenzi |  |  |  |
|    | Italia (bandiera) | E     | Gianatti        |  |  |  |
|    | Italia (bandiera) | E     | Enrico Josti    |  |  |  |
|    | Italia (bandiera) | P     | Moneta          |  |  |  |
|    | Italia (bandiera) | E     | Viganò          |  |  |  |